# Saint-Germain (Haute-Saône)
Saint-Germain ist eine Gemeinde im französischen Département Haute-Saône in der Region Bourgogne-Franche-Comté.

## Geographie
Saint-Germain liegt auf einer Höhe von 321 m über dem Meeresspiegel, fünf Kilometer nordöstlich von Lure und etwa 30 Kilometer ostnordöstlich der Stadt Vesoul (Luftlinie). Das Dorf erstreckt sich im östlichen Teil des Departements, in der Ebene von Lure, auf einer Terrasse westlich der Talaue des Ognon.
Die Fläche des 14,12 km² großen Gemeindegebiets umfasst einen Abschnitt der Ebene von Lure. Die Schwemmebene am Rand der Vogesen liegt durchschnittlich auf 310 m. Sie wird vom Flusslauf des Ognon durchzogen, der mit mehreren Windungen durch eine ehemals sumpfige Niederung nach Südwesten fließt. Die Ebene wird überwiegend landwirtschaftlich genutzt. Östlich des Ognon befindet sich nur ein kleiner Teil der Gemeinde; das Gebiet reicht bis zu den Pistenanlagen des ehemaligen Flugplatzes Lure-Malbouhans.
Westlich des Ognon schließt die Terrasse von Saint-Germain an, die aus Sand- und Kiessedimenten besteht, welche während des Pleistozäns im Vorfeld der Vogesengletscher abgelagert wurden. Aus der Ebene erheben sich die Anhöhen von Le Mont (330 m) und Bois de Montaigu (347 m). Begrenzt wird die Terrasse im Westen von der ehemals moorigen Niederung des Ruisseau des Prés Richard mit mehreren Fischteichen. Das Gemeindeareal erstreckt sich weiter nach Westen in die ausgedehnte Waldung des Grand Bois. Hier befinden sich das Moorgebiet La Grande Pile und der 18 ha große Étang des Monts Reveaux. Die westliche Abgrenzung verläuft auf den Monts Reveaux, auf denen mit 357 m die höchste Erhebung von Saint-Germain erreicht wird.
Zu Saint-Germain gehören die Siedlungen Le Mont (320 m) südlich und Les Baraques (322 m) nördlich an das Dorf anschließend. Nachbargemeinden von Saint-Germain sind Linexert, Lantenot und Mélisey im Norden, La Neuvelle-lès-Lure im Osten, Froideterre und Lure im Süden sowie Franchevelle im Westen.

## Geschichte
Überreste des römischen Verkehrsweges, der von Luxeuil nach Mandeure führte, weisen auf eine sehr frühe Begehung und Besiedlung des Gebietes hin. Zur Zeit von Kolumban wurde hier im 6. Jahrhundert ein Kloster gegründet. Urkundlich erwähnt wird Saint-Germain im Jahr 1187 unter dem latinisierten Namen Sanctus Germanus, später als Sant Germains. Im Mittelalter gehörte das Dorf zur Freigrafschaft Burgund und darin zum Gebiet des Bailliage d’Amont. Die lokale Herrschaft hatten die Herren von Faucogney inne, später gehörte das Dorf zur Baronie Mélisey, wobei es vom 14. bis zum 16. Jahrhundert eine eigene Herrschaft bildete. Zusammen mit der Franche-Comté gelangte Saint-Germain mit dem Frieden von Nimwegen 1678 definitiv an Frankreich. Erst im Jahr 1787 erhielten die Bewohner von der damaligen Besitzerin aus der Adelsfamilie Bauffremont Freiheitsrechte zugesprochen. Mit der Eröffnung der Trambahn von Lure nach Le Thillot (1895) wurde Saint-Germain an das Netz des öffentlichen Verkehrs angebunden. Der Betrieb der Linie wurde jedoch zu Beginn des Zweiten Weltkriegs wieder eingestellt. Heute ist Saint-Germain Mitglied des 22 Ortschaften umfassenden Gemeindeverbandes Communauté de communes du Pays de Lure.

## Sehenswürdigkeiten

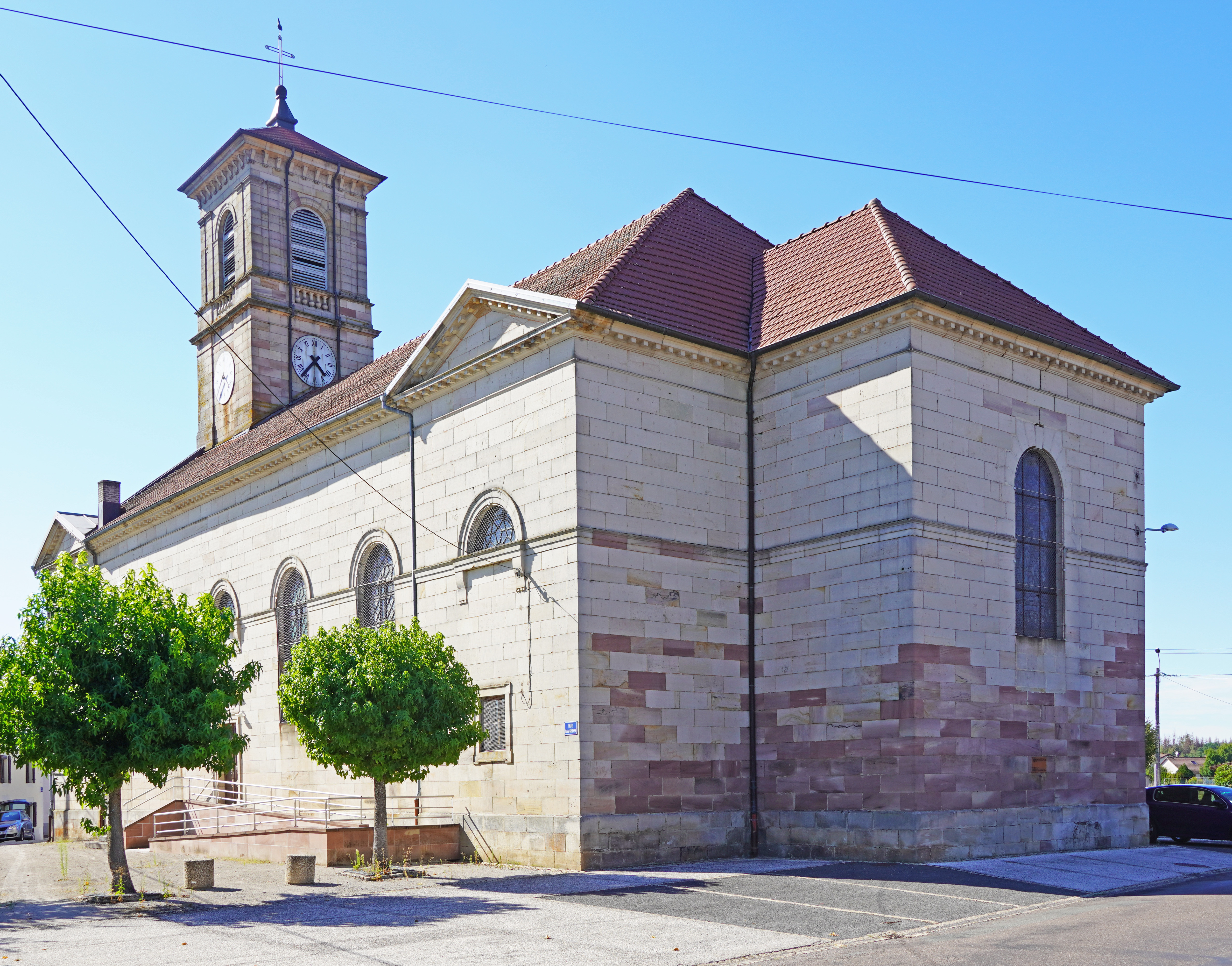
Kirche St. Germanus

Die Kirche St. Germanus (Église Saint-Germain) von Saint-Germain wurde im 19. Jahrhundert nach Plänen des Architekten Félix Grandmougin neu erbaut. Zur Ausstattung gehören ein Gemälde des heiligen Germanus (18. Jahrhundert), eine Statue Notre-Dame-du-Rosaire (18. Jahrhundert) und der Hauptaltar (19. Jahrhundert) aus Granit.
Zu den weiteren Sehenswürdigkeiten zählen das Château du Saulcy (1740 erbaut), ein Taubenhaus (18. Jahrhundert) und das überdachte Lavoir von 1823, das einst als Waschhaus und Viehtränke diente.

## Bevölkerung
| Jahr                       | 1962 | 1968 | 1975 | 1982 | 1990 | 1999 | 2006 | 2018 |
| Einwohner                  | 1027 | 1007 | 1104 | 1146 | 1166 | 1194 | 1287 | 1347 |
| Quellen: Cassini und INSEE |      |      |      |      |      |      |      |      |

Mit 1369 Einwohnern (1. Januar 2022) gehört Saint-Germain zu den mittelgroßen Gemeinden des Départements Haute-Saône. Nachdem die Einwohnerzahl in der ersten Hälfte des 20. Jahrhunderts stets im Bereich zwischen 950 und 1060 Personen gelegen hatte, wurde seit 1970 ein leichtes Bevölkerungswachstum verzeichnet, das in den letzten Jahren anhielt.

## Wirtschaft und Infrastruktur
Saint-Germain war schon früh ein neben Landwirtschaft und Fischzucht auch durch Kleingewerbe (Mühlen, Webereien) geprägtes Dorf. Heute gibt es verschiedene Betriebe des Klein- und Mittelgewerbes, vor allem in den Branchen Textilindustrie, Holzverarbeitung und Feinmechanik. In den letzten Jahrzehnten hat sich das Dorf auch zu einer Wohngemeinde gewandelt. Viele Erwerbstätige sind deshalb Wegpendler, die in den größeren Ortschaften der Region Lure ihrer Arbeit nachgehen.
Die Ortschaft liegt abseits der größeren Durchgangsachsen an einer Departementsstraße, die von Lure via Mélisey nach Le Thillot führt. Weitere Straßenverbindungen bestehen mit Lantenot, Froideterre und Malbouhans. Der nächste Bahnhof befindet sich in Lure.

## Persönlichkeiten
- Antoine Gruyer, General unter Napoleon I.